# Douglas Santos
 (février 2020).
Si vous disposez d'ouvrages ou d'articles de référence ou si vous connaissez des sites web de qualité traitant du thème abordé ici, merci de compléter l'article en donnant les références utiles à sa vérifiabilité et en les liant à la section « Notes et références ».
Douglas dos Santos Justino de Melo, plus communément appelé Douglas Santos, né le 22 mars 1994 à João Pessoa, est un footballeur international brésilien évoluant au poste d'arrière gauche au Zénith Saint-Pétersbourg.

## Biographie

### Náuticio
Douglas Santos joue son premier match professionnel le 18 août 2012 en entrant en jeu à dix minutes de la fin d'une victoire 3-0 contre Ponte Preta. Il inscrit au total 3 buts en 39 matchs sous les couleurs au Náutico.

### Grenade et Udinese
Le 8 juillet 2013, il s'engage avec le club espagnol de Grenade. Cependant, il n'y jouera pas le moindre match et sera prêté au Udinese Calcio en Serie A.
Le 2 septembre 2013, il est prêté par Grenade à l'Udinese Calcio.
Le 30 janvier 2014, il s'engage définitivement avec l'Udinese où il était prêté par le club andalou.

### Atlético Mineiro
Le 13 août 2014, il est prêté par l'Udinese Calcio au club brésilien de l'Atlético Mineiro avec lequel il remporte la Coupe du Brésil en 2014, puis fini vainqueur du championnat du Minas Gerais en 2015.

### Hambourg
Le 31 août 2016, il débarque en Bundesliga en s'engageant avec le club allemand du Hambourg SV,.

### Zénith Saint-Pétersbourg
Le 4 juillet 2019, il quitte Hambourg et s'engage avec le club russe du Zénith Saint-Petersbourg en Premier-Liga,.

## Carrière en sélection nationale

### Brésil
Avec l'équipe du Brésil, il participe au Tournoi de Toulon en 2013 et 2014. Le Brésil remporte ces deux compétitions.
Le 5 mai 2016, Douglas Santos est sélectionné par Dunga dans la liste des 23 joueurs appelés à disputer la Copa América Centenario. Le 30 mai suivant, il honore sa seule sélection avec le Brésil en étant titularisé lors du match de préparation contre le Panama (victoire 2-0). Durant la compétition, au cours de laquelle le Brésil est éliminé dès la phase de groupes,, il ne dispute aucune rencontre. 
Le 29 juin 2016, il est convoqué par Rogerio Micale pour participer avec l'équipe du Brésil aux Jeux olympiques d'été 2016, organisés dans son pays natal,. À l'issue du tournoi, il est médaillé d'or,. 

### Russie
Le 3 mars 2025, Douglas Santos, récemment naturalisé russe, est pré-sélectionné dans l'équipe nationale de Russie pour un match amical contre la Zambie,. Pourtant, quelques jours plus tôt, le 28 février, il figure également dans une liste de 52 joueurs pré-convoquées par le sélectionneur du Brésil Dorival Júnior pour les matchs de qualification pour la Coupe du Monde 2026 contre la Colombie et l'Argentine au mois de mars,. 

## Statistiques
| Saison                | Club                     | Championnat           | Championnat | Championnat | Coupe(s) nationale(s) | Coupe(s) nationale(s) | Supercoupe | Supercoupe | Compétition(s) continentale(s) | Compétition(s) continentale(s) | Compétition(s) continentale(s) | Championnat d'État | Championnat d'État | Total | Total |
| Saison                | Club                     | Division              | M.          | B.          | M.                    | B.                    | M.         | B.         | Comp.                          | M.                             | B.                             | M.                 | B.                 | M.    | B.    |
| 2012                  | Náutico                  | D1                    | 22          | 1           | -                     | -                     | -          | -          | -                              | -                              | -                              | 3                  | 1                  | 25    | 2     |
| 2013                  | Náutico                  | D1                    | -           | -           | 2                     | 0                     | -          | -          | -                              | -                              | -                              | 12                 | 1                  | 14    | 1     |
| Sous-total            | Sous-total               | Sous-total            | 22          | 1           | 2                     | 0                     | -          | -          | -                              | -                              | -                              | 15                 | 2                  | 39    | 3     |
| 2013-2014             | Udinese Calcio           | D1                    | 3           | 0           | -                     | -                     | -          | -          | -                              | -                              | -                              | -                  | -                  | 3     | 0     |
| Sous-total            | Sous-total               | Sous-total            | 3           | 0           | -                     | -                     | -          | -          | -                              | -                              | -                              | -                  | -                  | 3     | 0     |
| 2014                  | Atlético Mineiro         | D1                    | 13          | 1           | 6                     | 0                     | -          | -          | -                              | -                              | -                              | -                  | -                  | 19    | 1     |
| 2015                  | Atlético Mineiro         | D1                    | 31          | 0           | 2                     | 0                     | -          | -          | -                              | 6                              | 0                              | 9                  | 0                  | 48    | 0     |
| 2016                  | Atlético Mineiro         | D1                    | 10          | 0           | 1                     | 0                     | -          | -          | -                              | 10                             | 0                              | 11                 | 1                  | 32    | 1     |
| Sous-total            | Sous-total               | Sous-total            | 54          | 1           | 9                     | 0                     | -          | -          | -                              | 16                             | 1                              | 20                 | 1                  | 99    | 3     |
| 2016-2017             | Hambourg SV              | D1                    | 20          | 0           | 2                     | 0                     | -          | -          | -                              | -                              | -                              | -                  | -                  | 22    | 0     |
| 2017-2018             | Hambourg SV              | D1                    | 27          | 1           | 1                     | 0                     | -          | -          | -                              | -                              | -                              | -                  | -                  | 28    | 1     |
| 2018-2019             | Hambourg SV              | D2                    | 33          | 1           | 5                     | 1                     | -          | -          | -                              | -                              | -                              | -                  | -                  | 38    | 2     |
| Sous-total            | Sous-total               | Sous-total            | 80          | 2           | 8                     | 1                     | -          | -          | -                              | -                              | -                              | -                  | -                  | 88    | 3     |
| 2019-2020             | Zénith Saint-Pétersbourg | D1                    | 28          | 0           | 4                     | 0                     | -          | -          | C1                             | 6                              | 0                              | -                  | -                  | 38    | 0     |
| 2020-2021             | Zénith Saint-Pétersbourg | D1                    | 28          | 3           | 0                     | 0                     | 1          | 0          | C1                             | 5                              | 0                              | -                  | -                  | 34    | 3     |
| 2021-2022             | Zénith Saint-Pétersbourg | D1                    | 27          | 0           | 2                     | 1                     | 1          | 0          | C1+C3                          | 5+2                            | 0                              | -                  | -                  | 37    | 1     |
| 2022-2023             | Zénith Saint-Pétersbourg | D1                    | 28          | 0           | 7                     | 0                     | 1          | 0          | -                              | -                              | -                              | -                  | -                  | 36    | 0     |
| 2023-2024             | Zénith Saint-Pétersbourg | D1                    | 26          | 3           | 9                     | 0                     | 1          | 0          | -                              | -                              | -                              | -                  | -                  | 36    | 3     |
| 2024-2025             | Zénith Saint-Pétersbourg | D1                    | 27          | 0           | 6                     | 0                     | 1          | 0          | -                              | -                              | -                              | -                  | -                  | 34    | 0     |
| Sous-total            | Sous-total               | Sous-total            | 164         | 6           | 28                    | 1                     | 5          | 0          | -                              | 18                             | 0                              | -                  | -                  | 215   | 7     |
| Total sur la carrière | Total sur la carrière    | Total sur la carrière | 323         | 10          | 47                    | 2                     | 5          | 0          | -                              | 34                             | 1                              | 35                 | 3                  | 444   | 16    |

## Palmarès

### En club
Atlético Mineiro
- Vainqueur de la Coupe du Brésil en 2014
- Vainqueur du championnat du Minas Gerais en 2015

 Zénith Saint-Pétersbourg
- Champion de Russie en 2020, 2021, 2022, 2023 et 2024
- Vainqueur de la Coupe de Russie en 2020 et 2024
- Vainqueur de la Supercoupe de Russie en 2020, 2021, 2022, 2023 et 2024

### En sélection
Brésil -20 ans
- Vainqueur du Tournoi de Toulon en 2013 et 2014

 Brésil olympique
- Médaille d'or aux Jeux olympiques d'été en 2016

## Vie privée
Le 21 octobre 2024, le Zénith Saint-Pétersbourg annonce que Douglas Santos a obtenu la nationalité russe par décret de Vladimir Poutine,.